# Вид (Метковић)
Вид је насељено место у саставу града Метковића, Дубровачко-неретванска жупанија, Република Хрватска.

## Географски положај
То је највеће приградско насеље Метковића од којег је северозападно удаљено 3 км уз пут који иде према Љубушком у БиХ. Насеље се налази око омањег брежуљка којег окружује речица Норин, која извире у Пруду из подземних вирова а улива се у Неретву код Куле Норинске. Са јужне, а делом и источне и западне стране брежуљка, је мочварно земљиште, које је деломично исушено и користи се као пољопривредно земљиште.
На простору око Вида налазило се од 2. века п. н. е. до 6. века римски град Нарона.
На некадашњем античком форуму данас се налази Археолошки музеј Нарона, саграђен на самим остацима храма.

## Историја
До територијалне реорганизације у Хрватској налазио се у саставу старе општине Метковић.

## Становништво
На попису становништва 2011. године, Вид је имао 796 становника.
| Број становника по пописима | Број становника по пописима | Број становника по пописима | Број становника по пописима | Број становника по пописима | Број становника по пописима | Број становника по пописима | Број становника по пописима | Број становника по пописима | Број становника по пописима | Број становника по пописима | Број становника по пописима | Број становника по пописима | Број становника по пописима | Број становника по пописима | Број становника по пописима |
| --------------------------- | --------------------------- | --------------------------- | --------------------------- | --------------------------- | --------------------------- | --------------------------- | --------------------------- | --------------------------- | --------------------------- | --------------------------- | --------------------------- | --------------------------- | --------------------------- | --------------------------- | --------------------------- |
| 1857                        | 1869                        | 1880                        | 1890                        | 1900                        | 1910                        | 1921                        | 1931                        | 1948                        | 1953                        | 1961                        | 1971                        | 1981                        | 1991                        | 2001                        | 2011                        |
| 477                         | 551                         | 532                         | 594                         | 686                         | 769                         | 963                         | 1.053                       | 1.080                       | 1.146                       | 1.256                       | 1.070                       | 674                         | 748                         | 779                         | 796                         |

Напомена: У 1981. смањено издвајањем дела насеља у истоимено самостално насеље Пруд за које и садржи податке у 1857, 1869, 1921. и 1931. У 1991. смањено за део насеља које је припојено насељу Метковић.

### Попис1991.
На попису становништва 1991. године, насељено место Вид је имало 748 становника, следећег националног састава:
| Попис 1991.‍ | Попис 1991.‍ | Попис 1991.‍ | Попис 1991.‍ | Попис 1991.‍ |
| ----------- | ----------- | ----------- | ----------- | ----------- |
|             |             |             |             |             |
| Хрвати      | Хрвати      |             | 731         | 97,72%      |
| Срби        | Срби        |             | 1           | 0,13%       |
| остали      | остали      |             | 2           | 0,26%       |
| непознато   | непознато   |             | 14          | 1,87%       |
| укупно: 748 |             |             |             |             |